# La Fille de Jack l'Éventreur
Pour plus de détails, voir Fiche technique et Distribution.
La Fille de Jack l’Éventreur (Hands of the Ripper) est un film britannique réalisé par Peter Sasdy, sorti en 1971.

## Synopsis
Jack l'Éventreur qui vient de commettre un crime parvient à semer ses poursuivants et rentre chez lui. Sa femme comprend qu'il est un assassin en remarquant ses mains ensanglantées. Jack l'Éventreur poignarde alors sa femme devant les yeux de Anna, sa fillette qui en sera traumatisé à vie. Nous la retrouvons alors qu'elle est adolescente et qu'elle joue aux esprits chez Mrs. Granny Golding, une fausse spirite. Cette dernière propose à Mr. Dysart, membre du parlement de la déflorer contre une grosse somme d'argent, ce dernier devient violent, la spirite s'interpose mais Anna entre en transe et tue d'un coup de dague sa protectrice. Dysart est soupçonné du meurtre par la police, mais le Docteur John Pritchard l’innocente grâce à un faux témoignage. Disciple de Sigmund Freud, il s’intéresse à la psychologie des assassins...

## Fiche technique
- Titre français : La Fille de Jack l’Éventreur
- Titre original : Hands of the Ripper
- Réalisation : Peter Sasdy
- Scénario L.W. Davidson d'après une idée de Edward Spencer She
- Photographie : Kenneth Talbot
- Montage : Chris Barnes
- Musique : Christopher Gunning
- Décors  : Roy Stannard
- Production Aida Young
- Sociétés de production : The Rank Organisation & Hammer Films
- Société de distribution : Rank Film Distributors
- Pays d'origine :  Royaume-Uni
- Langue : Anglais
- Format : Couleur - Mono - 35 mm - 1.66:1
- Genre : Horreur
- Durée : 81 min
- Dates de sortie : 
  -  Royaume-Uni : 17 octobre 1971

## Distribution
- Eric Porter (VF : Jean-Claude Michel) : Dr. John Pritchard
- Angharad Rees : Anna
- Derek Godfrey : Dysart
- Keith Bell (VF : Yves-Marie Maurin) : Michael Pritchard
- Jane Merrow : Laura
- Dora Bryan (VF : Paule Emanuele) : Mme 'Granny' Golding
- Marjorie Rhodes : Mme Bryant
- Lynda Baron : Long Liz
- Marjie Lawrence : Dolly
- Margaret Rawlings : Mme Bullard
- Norman Bird (VF : Jacques Marin) : L'inspecteur de police
- Elizabeth MacLennan : Mme Wilson
- Barry Lowe (VF : Serge Lhorca) : M. Wilson